# 8536 Måns
A 8536 Mans (ideiglenes jelöléssel 1993 FK23) a Naprendszer kisbolygóövében található aszteroida. Claes-Ingvar Lagerkvist fedezte fel 1993. március 21-én.